# Кроссандра воронковидная
Кросса́ндра воронкови́дная, или Кросса́ндра волнистоли́стная (лат. Crossandra infundibuliformis) — полукустарник, вид рода Кроссандра (Crossandra) семейства Акантовые (Acanthaceae).

## Ботаническое описание
Полукустарники 30—50 см высотой.
Листья супротивные, узкояйцевидные до ланцетных, 7—12 см длиной, заострённые, тёмно-зелёные, блестящие, глянцевитые, более-менее волнистые, голые или оголяющиеся.
Соцветие пазушное, плотное, в виде четырёхгранного колоса, до 10 см длиной. Цветки 2,5-4 см в диаметре, лососевые.

## Распространение
Растёт по низинам в сухих районах в осветлённых местах юго-восточной Индии и Шри-Ланки.

## Практическое использование
Кроссандра воронковидная выращивается как красивоцветущее горшечное комнатное и оранжерейное растение. Наиболее распространён сорт Mona Wallhed.
Зацветает в возрасте нескольких месяцев и цветёт с весны до осени. Цветки собраны на верхушке в виде зелёного колосовидного растения. Требует влажного воздуха, ежедневного опрыскивания, соседства с другими растениями. Увядшие цветки необходимо удалять для обеспечения длительности цветения.
Уход в комнатной культуре
- Температура: умеренная, зимой не ниже 12 °C.
- Освещение: яркий свет с притенением от прямого солнца летом.
- Полив: Обильный, зимой - умеренный.
- Влажность воздуха: требует частого опрыскивания листьев.
- Пересадка: по необходимости весной
- Размножение: стеблевыми черенками летом. Для укоренения применяют фитогормоны и нижний подогрев.